# Era Vulgaris (álbum)
| Críticas profissionais | Críticas profissionais |
| Avaliações da crítica  | Avaliações da crítica  |
| Fonte                  | Avaliação              |
| ---------------------- | ---------------------- |
| Allmusic               | [ 1 ]                  |
| Entertainment Weekly   | C+                     |
| Filter                 | (88%)                  |
| Hot Press              | [ 3 ]                  |
| NME                    | 8 de 10 estrelas.      |
| Pitchfork Media        | (6.2/10)               |
| Q                      | 2 de 5 estrelas.       |
| Rolling Stone          | [ 5 ]                  |
| Spin                   | 4.5 de 5 estrelas.     |
| Uncut                  | 5 de 5 estrelas.       |

Era Vulgaris é o quinto álbum de estúdio da banda americana Queens of the Stone Age.
Gravado no segundo semestre de 2006, com produção de Chris Goss (que já havia colaborado com a banda na produção de Rated R e Songs for the Deaf), o álbum entrou em fase de mixagem em dezembro de 2006 e foi finalizado no começo de abril de 2007. O disco foi lançado em 8 de Junho de 2007 na Alemanha, 11 de Junho na Inglaterra e 12 de Junho nos Estados Unidos. As faixas "Sick, Sick, Sick" e "3's & 7's" foram lançadas como singles no começo de Junho, com um terceiro single, "Make It Wit Chu", lançado no Halloween de 2007.
O álbum estreou na décima quarta posição na parada Billboard 200 dos Estados Unidos, vendendo 52.000 cópias em sua primeira semana, um declínio em comparação com os álbuns anteriores, que abriram na quinta posição com 91.000 cópias em sua semana de estréia. Em outros países alcançou posições bem mais receptivas, a maior parte no top 10, como número cinco no Canadá onde vendeu aproximadamente 10.000 cópias em sua semana de abertura. O álbum estreou na nona posição na United World Chart, vendendo aproximadamente 149.000 cópias ao redor do mundo em sua primeira semana.

## Antecedentes
Durante a "pior fase da banda" segundo Josh Homme, o líder do Queens of the Stone Age se casou com Brody Dalle da banda The Distillers e teve uma filha, o que causou um fim abrupto da turnê de suporte para o álbum Lullabies to Paralyze em 2006. Poucos meses depois, Homme anunciava que trabalharia no próximo disco novamente com o produtor Chris Goss, que há pouco havia saído do hospital.

## Produção

### Especulações e Participações
Em junho de 2006, em uma entrevista para a estação de rádio australiana Triple J, Jesse F. Keeler, ex-baixista da banda Death from Above 1979, revelou que ele estaria fazendo as partes de baixo para o novo álbum do Queens of the Stone Age, mas disse que ele provavelmente não excursionaria com a banda devido ao seu desejo de passar mais tempo com sua namorada. Eventualmente no fórum do DFA na internet, Keeler revelou que devido a conflito de datas ele não estaria presente no álbum.
Outra participação no álbum divulgada foi a da já falecida humorista Erma Bombeck, o que acabou sendo apenas uma piada de Josh Homme.
Devido a conflitos de agenda, Billy F. Gibbons não pôde fazer sua participação planejada, enquanto a faixa de Reznor "Era Vulgaris" foi lançada separadamente, e somente Lanegan e Casablancas eram esperados como participações no lançamento final.

### Música
Era Vulgaris demonstra influências de muitos gêneros diferentes.[22] O álbum parte do som mais doce, com guitarras ocas do disco anterior Lullabies to Paralyze com guitarras pesadas e ruidosas, adicionando influências industriais.[23] Rolling Stone notou a influência do "esquisitão New Wave synth Gary Numan…por todo o disco".[24] Musicalmente, o álbum foi descrito como "retrô novinho em folha",[25] uma fusão de "punk, rock, blues e rangido sulista" (FHM),[22] e mais lento, triste e grogue que os lançamentos anteriores da banda.[19]

## Promoção e Lançamento
Em 4 de Novembro de 2006 num dos vídeos Ask The Band do site oficial da banda, Josh Homme descreveu o álbum como "obscuro, pesado, e elétrico, meio como um construtor de obras".
Em 15 de Março de 2007, membros do fórum oficial da banda, além de diversos sites puderam ouvir 9 faixas do novo álbum no concerto do QOTSA no SXSW, dando mais informações sobre os títulos e descrições das canções que estariam presentes no álbum. Um dos sites, Billboard.com, descreveu que as canções "Sick, Sick, Sick", "Battery Acid" e "3's + 7's" contêm "rápidos e poderosos riffs", enquanto "Suture Up Your Future" e "I'm Designer" contêm "ritmos mais psicodélicos e boogie".
Após a mesma ocasião, o álbum também foi descrito como:
| “ | um passo adiante na psicodelia pagã, mais firme e mais limpa que 'Lullabies To Paralyze', enquanto indo ainda mais fundo na esquisitice a la João e Maria. | ” |

Comentando sobre as duas faixas adicionadas às nove apresentadas no pré-lançamento, o website ofereceu a seguinte análise:
| “ | "Misfit Love" é um agourento rock boogie com vocais robóticos e guitarras embaralhadas se aglomerando à mistura, enquanto "Run Pig Run" fecha o disco com uma mistura bizarra de rock forte, guitarra arranhando ao estilo de uma sirene, mudanças repentinas de tempo e vocal cântico. | ” |

### Por trás das câmeras e concurso promocional
Pouco após o anúncio do álbum em fevereiro de 2007, um vídeo foi postado na página oficial da banda mostrando Homme, Castillo e Van Leeuwen em uma jam.[26] Junto com uma breve filmagem da sessão de gravação de "Misfit Love", os últimos 6-7 segundos do vídeo continham imagens da gravação de "3's & 7's" acompanhadas por aúdio masterizado em estúdio. Pouco após, foi liberado outro vídeo através do YouTube, mostrando a sessão de gravação de uma das músicas inéditas do novo álbum.
No newsletter da banda, foi divulgado um link para compra de ingressos para o show da banda em Milão, Itália e que possui como música de fundo um trecho de uma canção inédita, marcada por um riff poderoso.
Em outra atualização do sítio oficial, no começo de Abril, um trecho de 37 segundos de "Sick, Sick, Sick" foi postado. Em 6 de Abril, o sítio The Fade anunciou um concurso promocional para fãs para ganhar um "pacote especial" da banda, pouco após confirmado pelo webmaster da banda para ser legitimado, e em 13 de Abril, pacotes foram enviados às pessoas selecionadas contendo um CD intitulado You Know What You Did com a canção "Era Vulgaris", que foi tirada da relação de faixas do novo álbum e que contou com a participação de Trent Reznor, do Nine Inch Nails. O CD foi acompanhado por uma carta escrita à mão pedindo para os fãs espalharem a música de qualquer maneira possível.
| Olá amigo - Obrigado por aceitar este presente. Inclusive você sentirá vontade de dançar e cantar a canção ERA VULGARIS. Ela foi retirada do novo álbum (de mesmo nome) para que pudesse estar com você e se tornar um exemplo de como nós pensamos que "de agora em diante" deveria ser. Como sendo - Nós fazemos para você, você faz para nós. Então para começar este relacionamento, nós fizemos para você. Agora nós pedimos isto em retorno. Divida isto com amigos que você acha que nós (você e nós) apreciariam. Carregue-a e borrife-a como grafiti nos websites de lugares da qual ela não pertence. – 'Dr Insider & QOTSA' |

Pouco depois, em 18 de Abril, a canção "3's & 7's" foi liberada por completo para ser escutada no site oficial da banda, que após dois dias foi retirada.

### Bulby, Xfm e trilhas sonoras
| “ | Nós estamos fazendo estes comerciais de zoeira para o novo disco. Josh estava falando sobre este tipo de ponto ingênuo no tempo em que a TV e comerciais jogavam personagens de desenho animado vendendo cigarros e coisas assim. Como Fred Flintstone comprando Camels. Então nós decidimos inventar um personagem chamado Bulby para vender nosso disco. | ” |

A faixa completa de "Sick, Sick, Sick" foi vazada na Internet, acompanhada pela atualização da página oficial contendo um vídeo promocional em "tom de vendas" para Era Vulgaris por duas lâmpadas falantes, seguido de um streaming de "Sick, Sick, Sick" com as letras oficiais mostradas ao fundo.[30]
Em 2 de maio de 2007, Homme, Van Leeuwen e o novo membro da banda Dean Fertita apareceram na estação de rádio londrina Xfm, tocando um set acústico que incluia as faixas "3's & 7's", "Into the Hollow" e "Suture Up Your Future".[31]
Foi anunciado que as faixas da banda aparecerão nos jogos eletrônicos Madden NFL 08, Guitar Hero III: Legends of Rock e Rock Band,[32] especificamente que a faixa "3's & 7's" estaria em Madden NFL 08[33] e Guitar Hero III: Legends of Rock.[34]

## Turnês de suporte

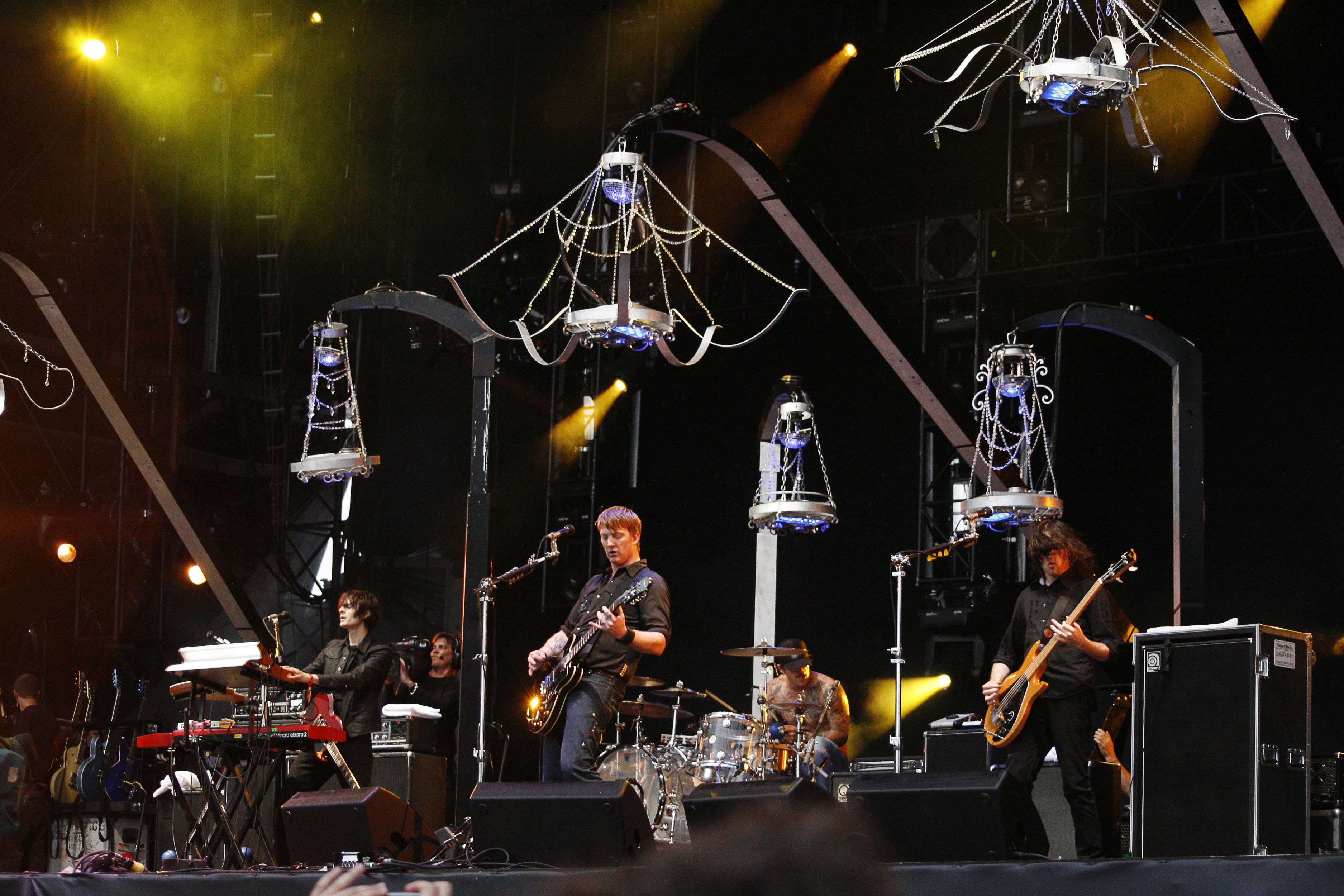
QotSA em Londres no Wireless Festival, em junho de 2007.

Já antes do lançamento do álbum, a banda saiu em uma turnê norte-americana intitulada Duluth Tour em homenagem à Duluth, Minnesota por a turnê passar por diversas cidades pequenas onde a banda nunca havia tocado antes. Essa turnê foi logo expandida para a Europa, onde a banda tocou em mais lugares diferentes como uma clínica de reabilitação para drogados, sendo expulsos após começarem o concerto com "Feel Good Hit of the Summer" e uma apresentação acústica há 2.300 pés abaixo do solo dentro de uma mina de sal na Alemanha. O suporte para Era Vulgaris continuou na Europa durante o começo de 2008, seguindo após para a Austrália.

## Trabalho de Arte
Enquanto Songs for the Deaf, de 2002, foi dito ter sido inspirado através de uma viagem tediosa de Josh Homme através do deserto do sul da Califórnia, a inspiração para Era Vulgaris veio da viagem diária de Homme através de Hollywood.
O termo Era Vulgaris se refere ao calendário gregoriano, latim para "Era Comum", que é o equivalente as siglas a.C. (antes de Cristo) e d.C. (depois de Cristo), não levando em conta qualquer relação com religião e Cristo. De acordo com a NME, poderia significar "A era sem Deus" mas, em entrevista à Pitchfork, Homme afirmou escolher o título porque "soa como 'A Era Vulgar', o que eu gosto, porque soa como algo de que eu gostaria de fazer parte...Digo, eu acho que estamos nela, e eu estou atiçado."

## Faixas
Em 14 de Fevereiro de 2007, uma atualização no site oficial da banda apresentou o título do álbum, assim como possíveis títulos de novas canções, mais tarde confirmados. Em 7 de Março, o newsletter do site oficial da banda mandou um e-mail para as pessoas cadastradas, em que dava dicas de possíveis títulos de músicas.
A relação de faixas foi divulgada na página oficial da banda.
Todas as faixas foram escritas por Joshua Homme, Troy Van Leeuwen e Joey Castillo, exceto onde há especificações.

1. "Turning On The Screw" - 5:20
2. "Sick, Sick, Sick" (Homme, Goss, Van Leeuwen, Castillo) - 3:34
3. "I'm Designer" – 4:04
4. "Into The Hollow" – 3:32 (já apresentado antes em um show do The 5:15ers, banda de Josh Homme e Chris Goss)
5. "Misfit Love" – 5:39
6. "Battery Acid" – 4:36
7. "Make It Wit Chu" (Homme, Johannes, Melchiondo) – 4:50 (regravação de "I Wanna Make It Witchu" das Desert Sessions[18])
8. "3's & 7's" – 3:34
9. "Suture Up Your Future" – 4:37
10. "River In The Road" – 3:19
11. "Run Pig Run" – 4:48

### Faixas Bônus
- "Era Vulgaris" - 04:23 (com participação de Trent Reznor, do Nine Inch Nails. Faixa bônus incluída na versão britânica/japonesa/australiana, lançada anteriormente como download grátis)
- "Running Joke" - 2:57 (faixa bônus incluída no iTunes e na versão britânica/japonesa/australiana)
- "The Fun Machine Took A Shit & Died" - 6:55
- "White Wedding" - 4:12
- "Goin' Out West" - 3:56

- Há também rumores que as faixas "River in the road, run pig run" tem versões alternativas com estilo punk.

## Créditos
Informações retiradas do encarte digital do sítio oficial do QOTSA.

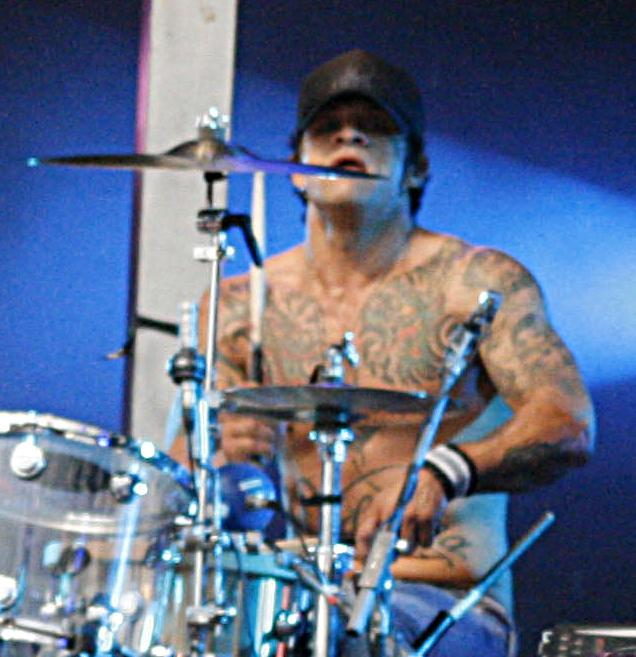
Joey Castillo, novamente nas baquetas em Era Vulgaris.

### Banda
- Josh Homme - vocal, guitarra, baixo, teclado, violão, piano, órgão, percussão, lap steel
- Troy Van Leeuwen - guitarra, baixo, teclado, percussão, lap steel, vocal de apoio
- Joey Castillo - bateria, percussão
- Alain Johannes - baixo, guitarra, marxaphone, vocal de apoio
- Chris Goss - guitarra, baixo, teclado, órgão, piano, vocal de apoio

### Participações
As participações no álbum são as seguintes:
- Julian Casablancas - vocal e guitarra com sintetizadores Casio em "Sick, Sick, Sick"
- Serrina Sims - vocal de apoio em "Make It Wit Chu"
- Brody Dalle - vocal de apoio em "Make It Wit Chu"
- Liam Lynch - vocal de apoio em "Make It Wit Chu"
- Mark Lanegan - vocal de apoio em "River In The Road"
- Trent Reznor[35] - vocal de apoio em "Era Vulgaris"[23]

### Técnicos de Produção
Os créditos seguem abaixo:
- Produção: Josh Homme e Chris Goss (The 5:15ers)
- Engenharia de som: Alain Johannes e John Silas (assistente)
- Mixagem: Alain Johannes, Joe Barresi ("Make It Wit Chu") e Justin Smith (assistente)
- Masterização: Stephen Marcussen, no Marcussen Mastering, Los Angeles, Califórnia
- Design: Jason Noto e Doug Cunningham
- Ilustrações: Jason Noto e Doug Cunningham
- Fotografia: Mick Rock
- A&R: Dr. Mark A. Williams